# Rio Vermelho (vattendrag i Brasilien, Tocantins)
Rio Vermelho är ett vattendrag i Brasilien.   Det ligger i delstaten Tocantins, i den centrala delen av landet, 700 km norr om huvudstaden Brasília.
Omgivningarna runt Rio Vermelho är huvudsakligen savann. Trakten runt Rio Vermelho är nära nog obefolkad, med mindre än två invånare per kvadratkilometer.